# چارلز بردلی (بازیکن فوتبال)
چارلز بردلی (انگلیسی: Charles Bradley; ۱۵ مهٔ ۱۹۲۲ – ۲۳ ژوئیهٔ ۱۹۸۴) بازیکن فوتبال اهل بریتانیا بود.
از باشگاه‌هایی که در آن بازی کرده‌است می‌توان به باشگاه فوتبال یورک سیتی اشاره کرد.